# Orlando de la Torre
Orlando de la Torre (21. listopadu 1943 Trujillo – 24. srpna 2022) byl peruánský fotbalista, obránce.

## Fotbalová kariéra
V peruánské lize hrál za Club Sporting Cristal, Sport Boys Callao, Atlético Chalaco a Club Juan Aurich. S týmem Sporting Cristal vyhrál čtyřikrát peruánskou ligu. Dále hrál v ekvádorské lize za Barcelona SC. V jihoamerickém Poháru osvoboditelů nastoupil ve 34 utkáních. Za reprezentaci Peru nastoupil v letech 1967–1973 ve 39 utkáních a dal 1 gólů. Byl členem peruánské reprezentace na Mistrovství světa ve fotbale 1970, nastoupil ve 3 utkáních.

## Ligová bilance
| Ročník                  | Zápasy | Góly | Klub                  |
| ----------------------- | ------ | ---- | --------------------- |
| 1. peruánská liga 1961  | –      | –    | Club Sporting Cristal |
| 1. peruánská liga 1962  | –      | –    | Club Sporting Cristal |
| 1. peruánská liga 1963  | –      | –    | Club Sporting Cristal |
| 1. peruánská liga 1964  | –      | –    | Club Sporting Cristal |
| 1. peruánská liga 1965  | –      | –    | Club Sporting Cristal |
| 1. peruánská liga 1966  | –      | –    | Club Sporting Cristal |
| 1. peruánská liga 1967  | –      | –    | Club Sporting Cristal |
| 1. peruánská liga 1968  | –      | –    | Club Sporting Cristal |
| 1. peruánská liga 1969  | –      | –    | Club Sporting Cristal |
| 1. peruánská liga 1970  | –      | –    | Club Sporting Cristal |
| 1. peruánská liga 1971  | –      | –    | Club Sporting Cristal |
| 1. peruánská liga 1972  | –      | –    | Club Sporting Cristal |
| 1. peruánská liga 1973  | –      | –    | Club Sporting Cristal |
| 1. ekvádorská liga 1974 | –      | 4    | Barcelona SC          |
| 1. peruánská liga 1975  | –      | –    | Sport Boys Callao     |
| 1. peruánská liga 1976  | –      | –    | Atlético Chalaco      |
| 1. peruánská liga 1977  | –      | –    | Club Juan Aurich      |
| CELKEM 1. liga          | –      | –    |                       |